# Julius Menzer

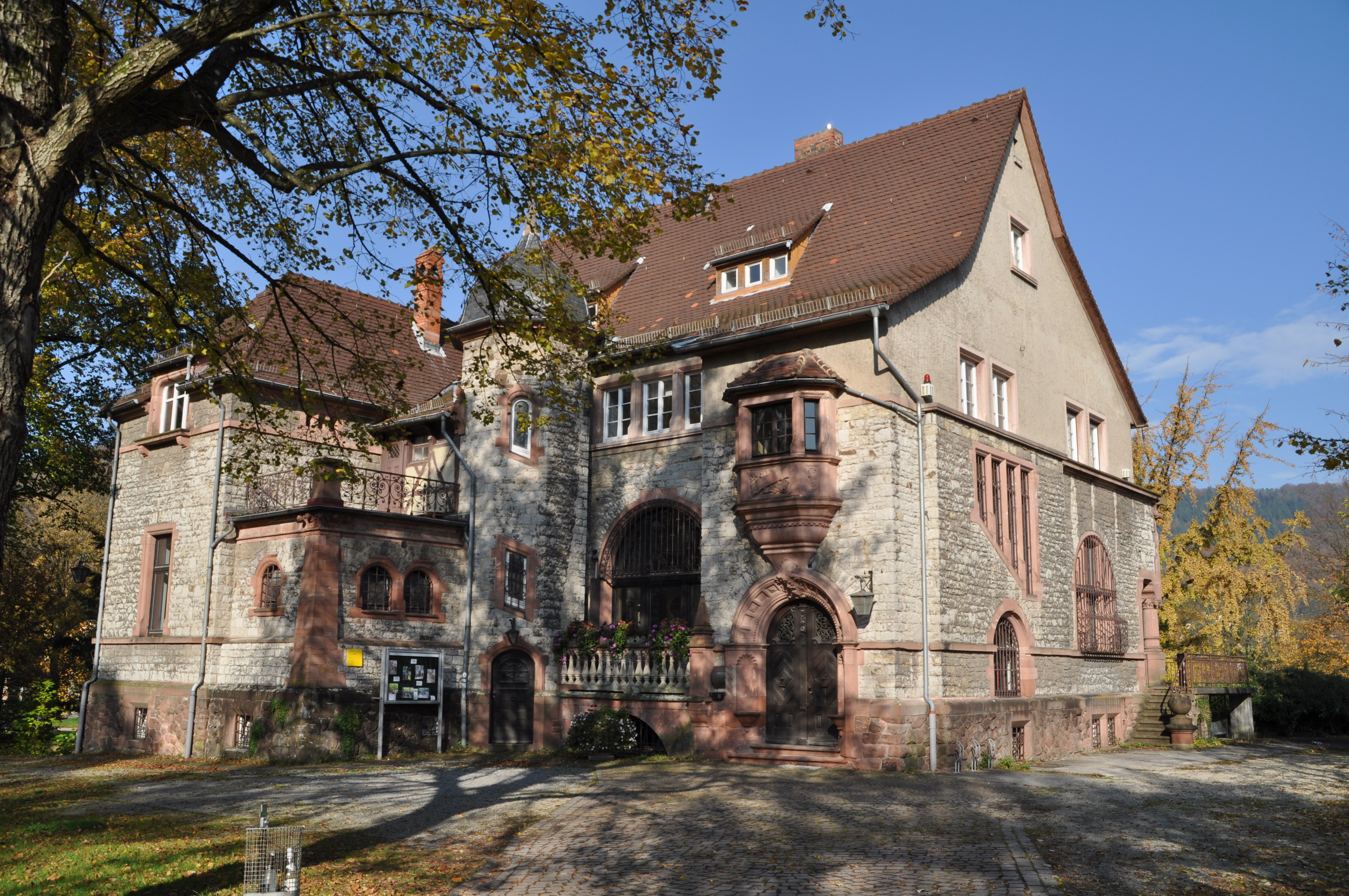
Villa Menzer – Wohnhaus von Julius Menzer in Neckargemünd (erbaut von Leonhard Schäfer)

Julius Karl Wilhelm Philipp Menzer (* 31. August 1845 in Neckargemünd; † 28. Januar 1917 ebenda) war ein badischer Weingroßhändler, griechischer Konsul in Mannheim und Reichstagsabgeordneter für die Deutschkonservative Partei.

## Leben
Er besuchte das Knabeninstitut zu Kornthal. Seit dem 1. Februar 1867 war er Chef der Firma J.F. Menzer mit Sitz in Neckargemünd und Filialen in Frankfurt am Main, Berlin und Patras. Menzer soll als erster griechischen Wein nach Deutschland importiert haben und besaß auch einen Zigarrenversand.

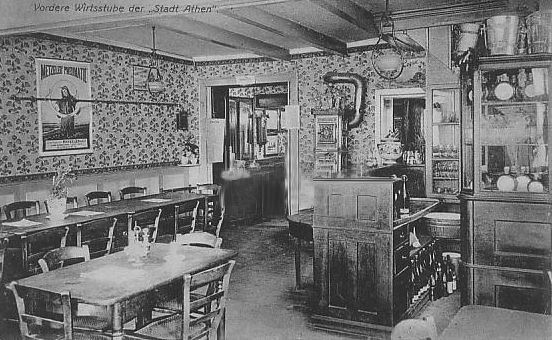
Die griechische Weinstube „Zur Stadt Athen“ in Neckargemünd um 1910

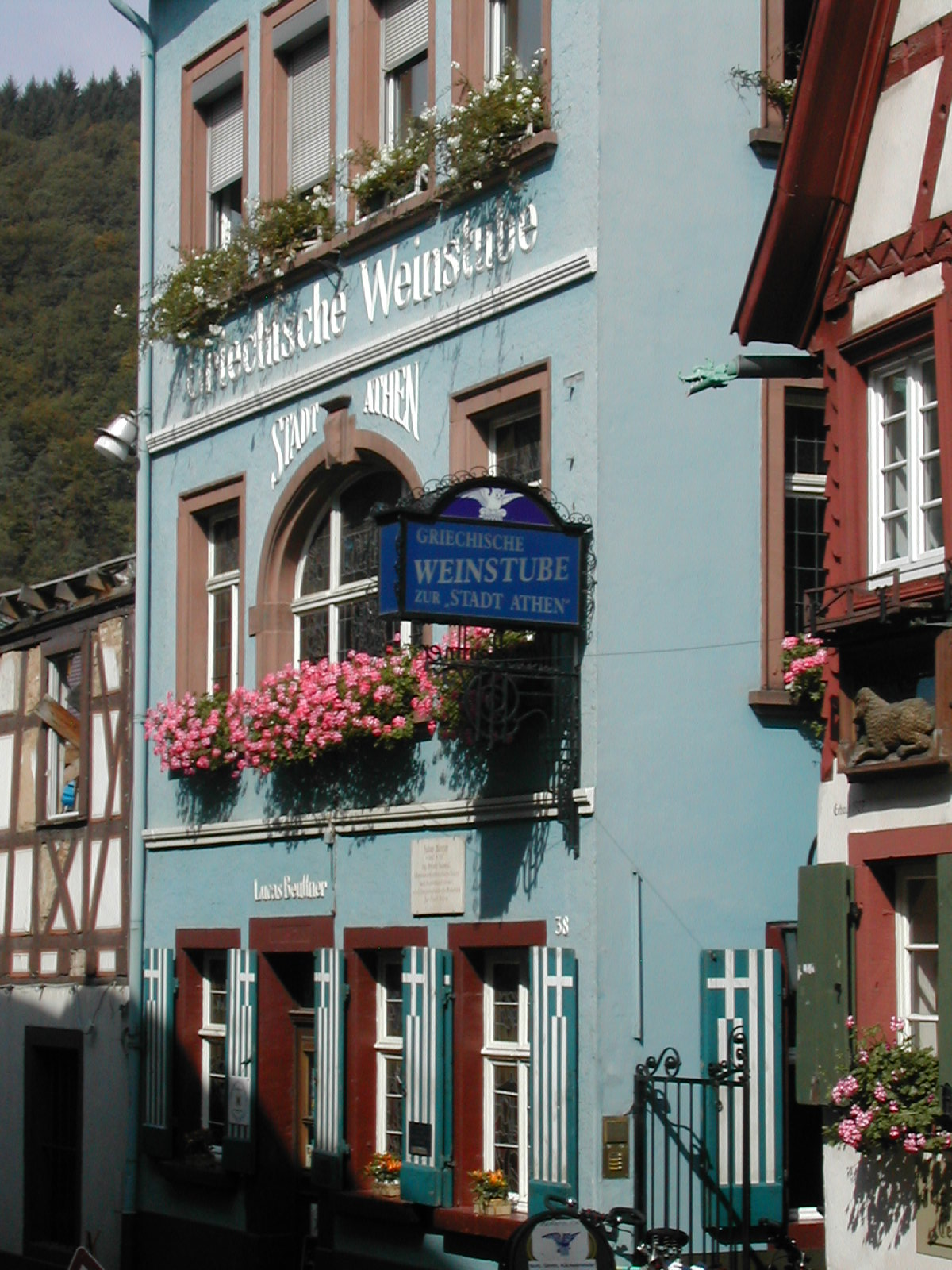
Die griechische Weinstube „Zur Stadt Athen“ in Neckargemünd

1882 eröffnete Menzer die erste griechische Weinstube „Zur Stadt Athen“ in der seit 1819 bestehenden Weinwirtschaft der Familie Beuttner in Neckargemünd, es folgten weitere Stuben in Mannheim, Hannover, Gießen, Frankfurt. Die Filiale in Berlin wurde am 10. November 1883 in der Leipziger Straße 31 eröffnet. Eine Stube in Frankfurt war von Karl Julius Grätz und Max Thiele mit griechischen Landschaften ausgemalt, die andere von Georg Widmann. Die Weine in den Stuben waren nach griechischen Helden wie „Achilles“ und „Odysseus“ benannt, bis Ende 2012 (Schließung) ausgeschenkt wurde in der Stube in Neckargemünd die „Kutscherschorle“, eine Mischung aus trockenem Pfälzer Wein und goldgelbem griechischen Samos.
Im August 1888 gab Menzer ein großes Fest zu Ehren des damals 20-jährigen griechischen Kronprinzen und späteren Königs Konstantin, der damals in Heidelberg studierte.
1892 ließ er sich von dem Architekten Leonard Schäfer in Neckargemünd an der Dilsberger Straße eine Villa im Neorenaissance-Stil bauen, die – allerdings mit einigen baulichen Veränderungen – noch heute besteht. Das von ihm gegründete Weinhandelsunternehmen fand dagegen in den Jahren nach 1945 vor allem als Folge der Währungsreform ein Ende.
Er war königlich griechischer Konsul in Mannheim für Baden, die Rheinpfalz und Elsass-Lothringen Außerdem war er Mitglied der Handelskammer Heidelberg und des evangelischen Kirchengemeinderats in Neckargemünd sowie Kommandant der dortigen Feuerwehr. Im Jahr 1886 veröffentlichte er die kleine Schrift „Die Entlastung des kleinen und mittleren Grundbesitzes“. Menzer gründete 1893 in Heidelberg die Badische Sektion des Bundes der Landwirte. Von 1884 bis 1893 gehörte er als Mitglied der Deutschkonservativen Partei dem Reichstag an. Er vertrat dabei den Wahlkreis Großherzogtum Baden 12 (Heidelberg – Eberbach – Mosbach – Neckargemünd). Neben der Entschuldung des kleinen und mittleren Grundbesitzes waren die Heimstättengesetzgebung und der heimische Tabakanbau seine wichtigsten Anliegen im Reichstag.
Nach ihm benannt sind der Menzer-Park und die Julius-Menzer-Straße in Neckargemünd.